# Králův stůl
Králův stůl je pískovcový skalní útvar nacházející se v Chřibech, v okrese Uherské Hradiště ve Zlínském kraji.
Reálná podoba stolu (včetně původních "laviček" zničených při stavbě silnice v roce 1870) je předmětem úvah o jeho původu a smyslu. Některými badateli je považován za megalitický dolmen s funkcí ukazatele slunovratů a rovnodenností.
Místem prochází silnice Modrá – Zdounky včetně po ní vedoucí cyklotrasy 5013 a modře značený úsek turistické Cyrilometodějské stezky. Nedaleko se nachází myslivna Nové Dvory, nejbližší obcí jsou 1 km vzdálené Jankovice.

## Popis kamene
Jedná se o hrubozrnný pískovec nahnědlé až světle šedé barvy, jeho spodní část, tzv. noha, přechází z pískovce do jemného slepence. Kámen odpovídá pískovcům, které se běžně v Chřibech nacházejí. Svrchní i boční strany jsou narušeny přirozenou erozí i lidskou rukou. Má přibližně tvar kvádru o rozměrech 2,6 × 1,9 × 1 metr a na své současné místo byl uložen uměle v prehistorické době.
Původně byl složen ze tří částí, z hlavní a dvou postranních. Východní postranní část byla rozbita a použita jako štěrk při budování silnice v polovině 19. století. Západní postranní fragment má rozměry 115 × 65 cm.
Kámen je opracován do tvaru posvátného zvířete (hlava býka nebo hřbet koně). Z boku se kámen podobá kovadlině.
Na kameni jsou vytesány znaky, které badatel a amatérský archeolog Antonín Galatík považoval za keltské runy.

## Písemné zmínky
Ve středověku tvořil kámen hraniční mezník katastru velehradského kláštera. Poprvé je zmiňován v majetkové listině kláštera vydané králem Přemyslem Otakarem I. dne 27. listopadu 1228, která potvrzuje majetková práva cisterciáckého kláštera na Velehradě a obsahuje popis hranic jeho pozemků. Jako jeden z hraničních mezníků je uváděn „ ... ad occidentem lapis, qui dicitur Kralaw stol ...“ (k západu kámen, který je nazýván Králův stůl).
Další známý písemný doklad je z roku 1694 a obsahuje zprávu o obchůzce hranice panství napajedelského a velehradského, kterou pořídili polní zeměměřiči pod vedením Fridricha Hollsteina. Kromě popisu tří kamenů se zde poprvé objevuje zmínka o znacích na svrchní straně Králova stolu: „... nachází se rozličná zvláštní písmena, nápisy a značky, mezi nimi je i jméno JHS, ... také obrazce biskupské berly se podobající a jiné těžko poznatelné vtesy.“
Jako přirozený mezník hranice pak zůstal nejméně do 18. století, kdy na Králově stole byla uzavřena 6. října 1706 smlouva o vzájemné hranici mezi velehradským klášterem a Janem z Rottalu, majitelem napajedelského panství.

## Průzkum kamene
První známé názory na kamenný objekt byly ovlivněny místními pověstmi. Podle nich měl kámen sloužit jako stůl při hodování za panovníků Přemysla Otakara I., Karla IV. případně Matyáše Korvína nebo měl být využíván při jiných hostinách. Archeologické výzkumy však výskyt zvířecích kostí, rozbitého nádobí či jiných artefaktů nepotvrdily.
Podle badatelů z poloviny 19. století se u Králova stolu měly konat volby slovanských kmenových králů (knížat). Zvolený král se pak ujal vlády usednutím na kámen. Tento rituál byl rozšířen nejen u starých Skotů, Dánů a Germánů, ale i u některých slovanských kmenů.
Jako první se pokusil kámen odborně zaměřit a popsat Josef Chodníček v roce 1903. Další významné archeologické výzkumy pak zde provedli v letech 1929–1945 Antonín Zelnitius a Karel Hanák, v roce 1976 Robert Snášil a v roce 1997 Jiří Pavelčík.
Na základě analýzy Josefa Chodníčka vyslovil František Soják v roce 1964 názor, že se jedná o vizír pro určování ročních cyklů v zemědělství, nebo o zaměřovací prostředek na body v terénu, směry/azimuty, nebo prostředek pro zaměřování astronomického tělesa na obloze, např. Východu a západu Slunce.
Poslední archeologický průzkum, kdy byl proveden poměrně rozsáhlý povrchový odkryv, tuto domněnku však nepotvrdil. Jiří Pavelčík však zjistil, že kolem Králova stolu se nacházel kruh ze štípaného kamene (poval zídky nebo chodník ze sypaného kamene) a v obvodu tohoto kruhu se nacházely hrubě opracované kameny, které zaujímaly směry čtyř světových stran.